# Solange Lusiku Nsimire
Solange Lusiku Nsimire (20 avril 1972 - 13 octobre 2018) est une journaliste congolaise.

## Biographie
Née le 20 avril 1972 à Bukavu, dans le Sud-Kivu dans l'est du Zaïre (actuellement république démocratique du Congo), elle effectue des études commerciales et administratives à l’Institut supérieur pédagogique de Bukavu. Elle travaille ensuite dans une association. Elle fait ses premiers pas comme journaliste à la Radio Maendeleo de Bukavu puis à la Radio Maria, une radio catholique. Elle se consacre ensuite à la presse écrite.
Elle devient rédactrice et éditrice principale du journal Le Souverain, à la demande du fondateur, Emmanuel Barhayiga, tout en étant présidente, dans la province Sud-Kivu, de l’Union nationale de la presse congolaise. Le journal Le Souverain constitue alors une voix indépendante, pendant une période troublée dans la province du sud-kivu plus particulièrement, et dans l'Est de la RDC en général[Laquelle ?], marquée aussi par plusieurs assassinats de journalistes.
Solange Lusiku meurt le 13 octobre 2018 à Kinshasa la suite d'une maladie,,.

## Distinctions
- 2013 : docteur honoris causa de l’Université de Louvain en Belgique
- 2014 : Prix Ilaria Alpi et prix Courage en journalisme[6],[7].